# Grecav Sonique
La Sonique è una microcar prodotta a partire dal 2009 dalla casa automobilistica italiana Grecav. Ha sostituito il modello Eke, che era rimasto in produzione dal 2000 al 2009. La produzione è terminata poco prima dell fallimento della casa costruttrice, dichiarato nel 2013.
La carrozzeria è in alluminio ed è equipaggiata con un motore diesel bicilindrico Lombardini da 505 cm³ common rail. Tra gli optional figurano i cerchi in lega da 15 pollici, il tetto apribile elettrico, i sedili in pelle.